# Caligo hyposchesis
Caligo hyposchesis är en fjärilsart som beskrevs av Dyar 1914. Caligo hyposchesis ingår i släktet Caligo och familjen praktfjärilar. Inga underarter finns listade i Catalogue of Life.